# البحرية الملكية الماليزية
البحرية الملكية الماليزية (Malay: Tentera Laut DiRaja Malaysia; TLDM; Jawi: تنترا لاوت دراج مليسيا) وهي الذراع العسكري البحري للقوات المسلحة الماليزية، تم تأسيس هذه القوات في سنة 1934.